# 名古屋縣
名古屋縣（日语：〔〕／ Nagoya-ken */?）是日本於1871年7月及11月曾經兩度設立的行政區劃，縣廳設於愛知郡（位於現在的名古屋市）的名古屋城三之丸舊藩臣竹腰宅邸；其在初次成立時的管轄範圍主要包括過去明治維新以前的尾張國西南部地區及美濃國南部地區。
1871年11月位於尾張國內包括第一代的名古屋縣在內的各縣，被整併為一縣，由於新縣的縣廳繼續使用原名古屋縣的辦公場所，故新縣最初仍繼續使用「名古屋縣」之名，直到1872年4月才改採縣廳所在地的郡名更名為「愛知縣」。

## 歷史
1871年日本實施廢藩置縣，在7月時，原屬尾張藩的地區改隸屬名古屋縣，舊高須藩在1870年時由於財政問題已被併入尾張藩，故在1871年設立名古屋縣時，過去原屬高須藩的區域也屬於名古屋縣，因此當時名古屋縣的轄區分散在尾張國、美濃國、三河國、信濃國。
不過到同年的11月時，日本政府進行第一次府縣整併，位於尾張國內除知多郡以外的區域中，原屬舊名古屋縣及犬山縣的區域整併為新設立的名古屋縣，而原名古屋縣位於美濃國、三河國、信濃國的區域則分別被劃入也是新設立的岐阜縣、額田縣、筑摩縣。
1872年4月2日，為了與過去舊藩名做出區別，名古屋縣改以縣廳所在地愛知郡的名稱作為縣名，因此更名為「愛知縣」，之後愛知縣又在同年11月與位於原三河國的額田縣整併成為現在的愛知縣。

## 歴任知事
第一代名古屋縣
| 職稱       | 姓名     | 上任日期      | 卸任日期       | 備註                         |
| ---------- | -------- | ------------- | -------------- | ---------------------------- |
| 知縣事     | 德川慶勝 | 1871年4月14日 | 1871年11月22日 | 前尾張藩知藩事、原尾張藩藩主 |
| 參考資料： |          |               |                |                              |

第二代名古屋縣
| 職稱       | 姓名     | 上任日期       | 卸任日期      | 備註                                                                 |
| ---------- | -------- | -------------- | ------------- | -------------------------------------------------------------------- |
| 參事       | 間島冬道 | 1871年11月22日 | 1871年12月8日 | 前浦和縣知事、原尾張藩藩士                                           |
| 權令       | 井關盛艮 | 1871年12月8日  | 1872年4月2日  | 前宇和島縣參事（未到任即改派）、原宇和島藩藩士，後繼續擔任愛知縣權令 |
| 參考資料： |          |                |               |                                                                      |